# Mooslargue
Mooslargue est une commune française située dans la circonscription administrative du Haut-Rhin et, depuis le 1er janvier 2021, dans le territoire de la Collectivité européenne d'Alsace, en région Grand Est.
Cette commune se trouve dans la région historique et culturelle d'Alsace.

## Géographie

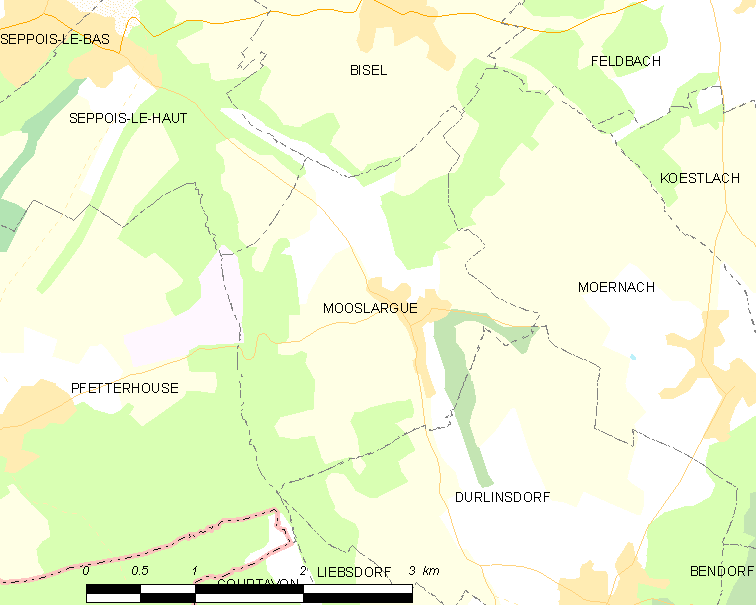
Carte de la commune.

La commune est traversée par la Largue.
| Seppois-le-haut | Bisel       |         |
| Pfetterhouse    | Mooslargue  | Mœrnach |
|                 | Durlinsdorf |         |

### Hydrographie

#### Réseau hydrographique
La commune est dans le bassin versant du Rhin au sein du bassin Rhin-Meuse. Elle est drainée par la Largue et le Grumbach,.
La Largue, d'une longueur de 51 km, prend sa source dans la commune de Oberlarg et se jette  dans l'Ill à Illfurth, après avoir traversé 28 communes. 
Le Grumbach, d'une longueur de 12 km, prend sa source dans la commune de Bendorf et se jette  dans la Largue à Seppois-le-Haut, après avoir traversé cinq communes. 

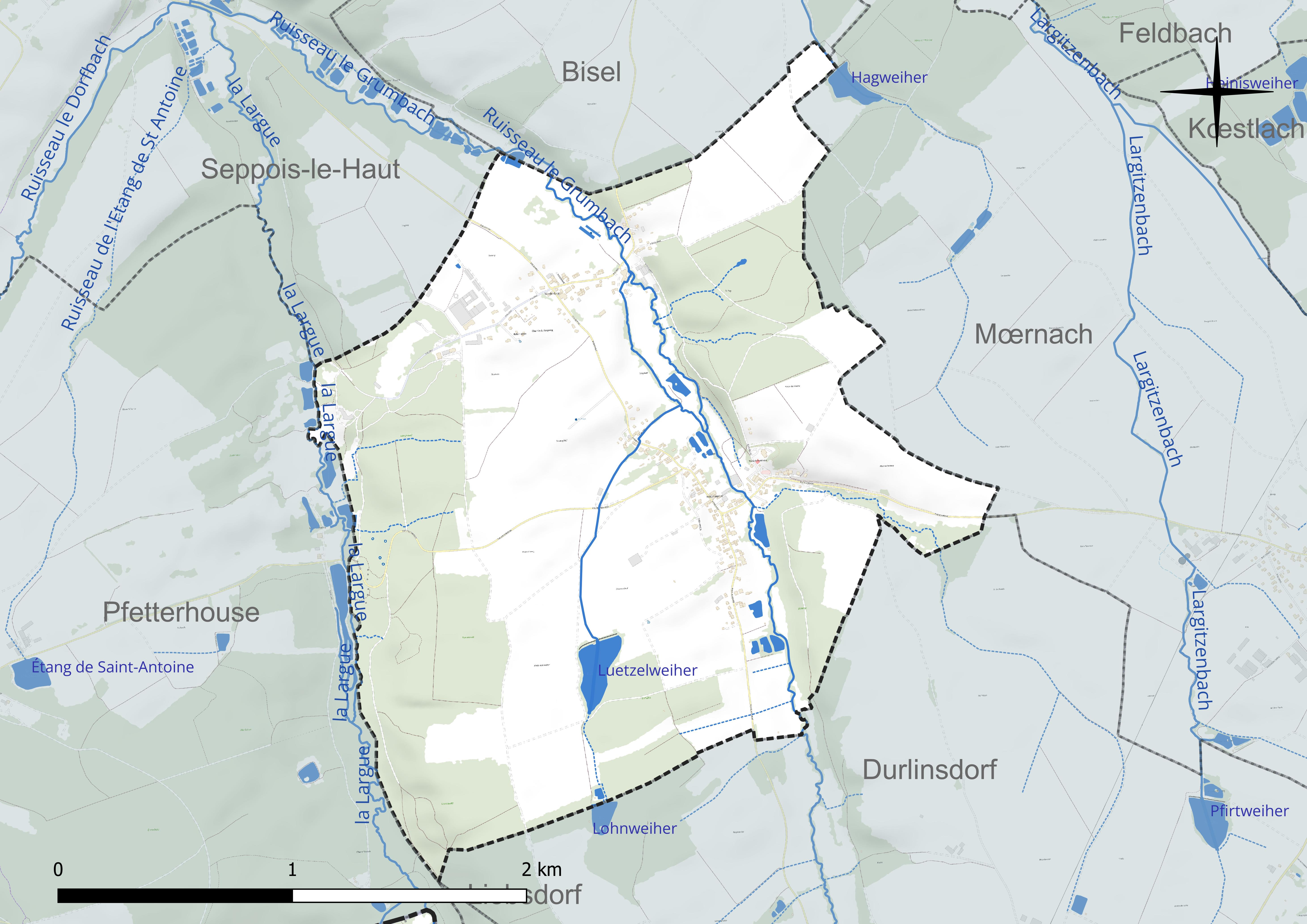
Réseau hydrographique de Mooslargue.

Deux plans d'eau complètent le réseau hydrographique : Lohnweiher, d'une superficie totale de 1,1 ha (0 ha sur la commune) et Luetzelweiher (3,3 ha),.

#### Gestion et qualité des eaux
Le territoire communal est couvert par le schéma d'aménagement et de gestion des eaux (SAGE) « Largue ». Ce document de planification concerne le bassin versant de la Largue et une zone située à l'ouest du périmètre (la région de Montreux). Ce territoire s'étend sur 385 km2. Le périmètre a été arrêté le 4 mars 1996 et le SAGE proprement dit a été approuvé le 24 septembre 1999 puis révisé le 17 mai 2016. La structure porteuse de l'élaboration et de la mise en œuvre est le Syndicat mixte pour l'aménagement et la renaturation du bassin versant de la Largue et du secteur de Montreux, qui a évolué en Epage le 1er janvier 2018, sous le nom de Epage Largue. 
La qualité des cours d’eau peut être consultée sur un site dédié géré par les agences de l’eau et l’Agence française pour la biodiversité. 

### Climat
Pour des articles plus généraux, voir Climat du Grand Est et Climat du Haut-Rhin.
En 2010, le climat de la commune est de type climat de montagne, selon une étude du Centre national de la recherche scientifique s'appuyant sur une série de données couvrant la période 1971-2000. En 2020, Météo-France publie une typologie des climats de la France métropolitaine dans laquelle la commune est dans une zone de transition entre le climat semi-continental et le climat de montagne et est dans la région climatique  Vosges, caractérisée par une pluviométrie très élevée (1 500 à 2 000 mm/an) en toutes saisons et un hiver rude (moins de 1 °C). 
Pour la période 1971-2000, la température annuelle moyenne est de 9,4 °C, avec une amplitude thermique annuelle de 17,5 °C. Le cumul annuel moyen de précipitations est de 951 mm, avec 10,6 jours de précipitations en janvier et 9,9 jours en juillet. Pour la période 1991-2020, la température moyenne annuelle observée sur la station météorologique de Météo-France la plus proche, « Lucelle_sapc », sur la commune de Lucelle à 10 km à vol d'oiseau, est de 9,4 °C et le cumul annuel moyen de précipitations est de 1 091,0 mm. 
La température maximale relevée sur cette station est de 36 °C, atteinte le 20 juillet 2003 ; la température minimale est de −19 °C, atteinte le 20 décembre 2009,,. 
Les paramètres climatiques de la commune ont été estimés pour le milieu du siècle (2041-2070) selon différents scénarios d'émission de gaz à effet de serre à partir des nouvelles projections climatiques de référence DRIAS-2020. Ils sont consultables sur un site dédié publié par Météo-France en novembre 2022.

## Urbanisme

### Typologie
Au 1er janvier 2024, Mooslargue est catégorisée commune rurale à habitat dispersé, selon la nouvelle grille communale de densité à sept niveaux définie par l'Insee en 2022.
Elle est située hors unité urbaine. Par ailleurs la commune fait partie de l'aire d'attraction de Bâle - Saint-Louis (partie française), dont elle est une commune de la couronne,. Cette aire, qui regroupe 94 communes, est catégorisée dans les aires de 200 000 à moins de 700 000 habitants,.

### Occupation des sols
L'occupation des sols de la commune, telle qu'elle ressort de la base de données européenne d’occupation biophysique des sols Corine Land Cover (CLC), est marquée par l'importance des territoires agricoles (54,3 % en 2018), en diminution par rapport à 1990 (59,9 %). La répartition détaillée en 2018 est la suivante : 
terres arables (41,3 %), forêts (34,5 %), zones agricoles hétérogènes (10,6 %), zones urbanisées (10,3 %), prairies (2,4 %), espaces verts artificialisés, non agricoles (0,9 %). L'évolution de l’occupation des sols de la commune et de ses infrastructures peut être observée sur les différentes représentations cartographiques du territoire : la carte de Cassini (XVIIIe siècle), la carte d'état-major (1820-1866) et les cartes ou photos aériennes de l'IGN pour la période actuelle (1950 à aujourd'hui).

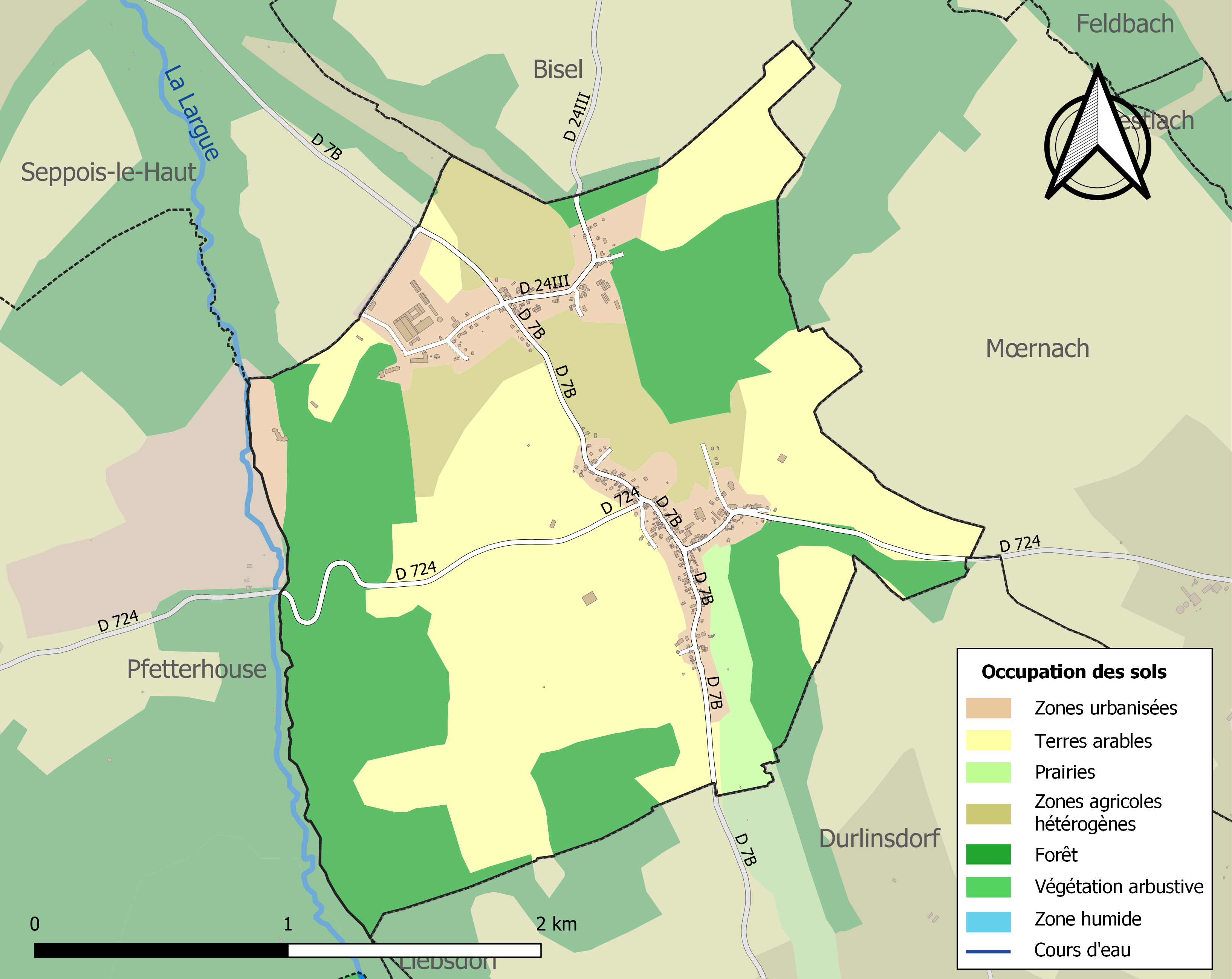
Carte des infrastructures et de l'occupation des sols de la commune en 2018 (CLC).

## Toponymie
- Moos-Neederlàrg en alsacien.
- Moos : Mosa (1139), Mosa (1180), Moss (1194), Mose (1212), Mose (1258), Moos (1793).
- Niederlarg : Larga (1144), Nider large (1394), Niderlarg (1793).

## Histoire
L'actuelle commune de Mooslargue est issue de la fusion des anciennes communes de Moos et de Niederlarg le 1er juillet 1975 (cf. Liste des anciennes communes du Haut-Rhin).
Pendant la Première Guerre mondiale, lors de la bataille d'Alsace en août 1914, les troupes françaises prennent Pfetterhouse, située en limite de Moos. Cette limite deviendra le point de départ du kilomètre zéro, la ligne de front de l'Ouest qui s'étirait ensuite sur près de 750 km jusqu'à la mer du Nord.
La commune de Moos a été décorée le 2 novembre 1921 de la croix de guerre 1914-1918.

### Héraldique
| Blason de Mooslargue | Les armes de Mooslargue se blasonnent ainsi : « De sinople à la bande ondée d'argent chargée de trois croisettes de gueules et accostée de deux roues de moulin d'or. » |

## Politique et administration

### Liste des maires
| Période                                  | Période                   | Identité                                           | Étiquette | Qualité |
| ---------------------------------------- | ------------------------- | -------------------------------------------------- | --------- | ------- |
| mars 2001                                | 2014                      | Jean-Paul Bucher                                   |           |         |
| mars 2014                                | En cours (au 31 mai 2020) | Pascal Sommerhalter Réélu pour le mandat 2020-2026 |           |         |
| Les données manquantes sont à compléter. |                           |                                                    |           |         |

### Budget et fiscalité 2015
En 2015, le budget de la commune était constitué ainsi :
- total des produits de fonctionnement : 429 000 €, soit 950 € par habitant ;
- total des charges de fonctionnement : 269 000 €, soit 596 € par habitant ;
- total des ressources d'investissement : 606 000 €, soit 1 342 € par habitant ;
- total des emplois d'investissement : 399 000 €, soit 883 € par habitant ;
- endettement : 433 000 €, soit 958 € par habitant.

Avec les taux de fiscalité suivants :
- taxe d'habitation : 18,09 % ;
- taxe foncière sur les propriétés bâties : 13,15 % ;
- taxe foncière sur les propriétés non bâties : 53,47 % ;
- taxe additionnelle à la taxe foncière sur les propriétés non bâties : 50,60 % ;
- cotisation foncière des entreprises : 21,04 %.

## Démographie
L'évolution du nombre d'habitants est connue à travers les recensements de la population effectués dans la commune depuis 1793. Pour les communes de moins de 10 000 habitants, une enquête de recensement portant sur toute la population est réalisée tous les cinq ans, les populations de référence des années intermédiaires étant quant à elles estimées par interpolation ou extrapolation. Pour la commune, le premier recensement exhaustif entrant dans le cadre du nouveau dispositif a été réalisé en 2007.

En 2022, la commune comptait 405 habitants, en évolution de −4,71 % par rapport à 2016 (Haut-Rhin : +0,66 %, France hors Mayotte : +2,11 %).
| 1793 | 1800 | 1806 | 1821 | 1831 | 1836 | 1841 | 1846 | 1851 |
| ---- | ---- | ---- | ---- | ---- | ---- | ---- | ---- | ---- |
| 285  | 270  | 303  | 302  | 322  | 327  | 324  | 365  | 358  |

| 1856 | 1861 | 1866 | 1871 | 1875 | 1880 | 1885 | 1890 | 1895 |
| ---- | ---- | ---- | ---- | ---- | ---- | ---- | ---- | ---- |
| 287  | 316  | 344  | 285  | 299  | 284  | 247  | 250  | 250  |

| 1900 | 1905 | 1910 | 1921 | 1926 | 1931 | 1936 | 1946 | 1954 |
| ---- | ---- | ---- | ---- | ---- | ---- | ---- | ---- | ---- |
| 247  | 255  | 281  | 258  | 211  | 218  | 215  | 195  | 187  |

| 1962 | 1968 | 1975 | 1982 | 1990 | 1999 | 2006 | 2007 | 2012 |
| ---- | ---- | ---- | ---- | ---- | ---- | ---- | ---- | ---- |
| 206  | 196  | 180  | 267  | 268  | 291  | 380  | 393  | 437  |

| 2017 | 2022 | - | - | - | - | - | - | - |
| ---- | ---- | - | - | - | - | - | - | - |
| 417  | 405  | - | - | - | - | - | - | - |

## Lieux et monuments

Le patrimoine de Mooslargue
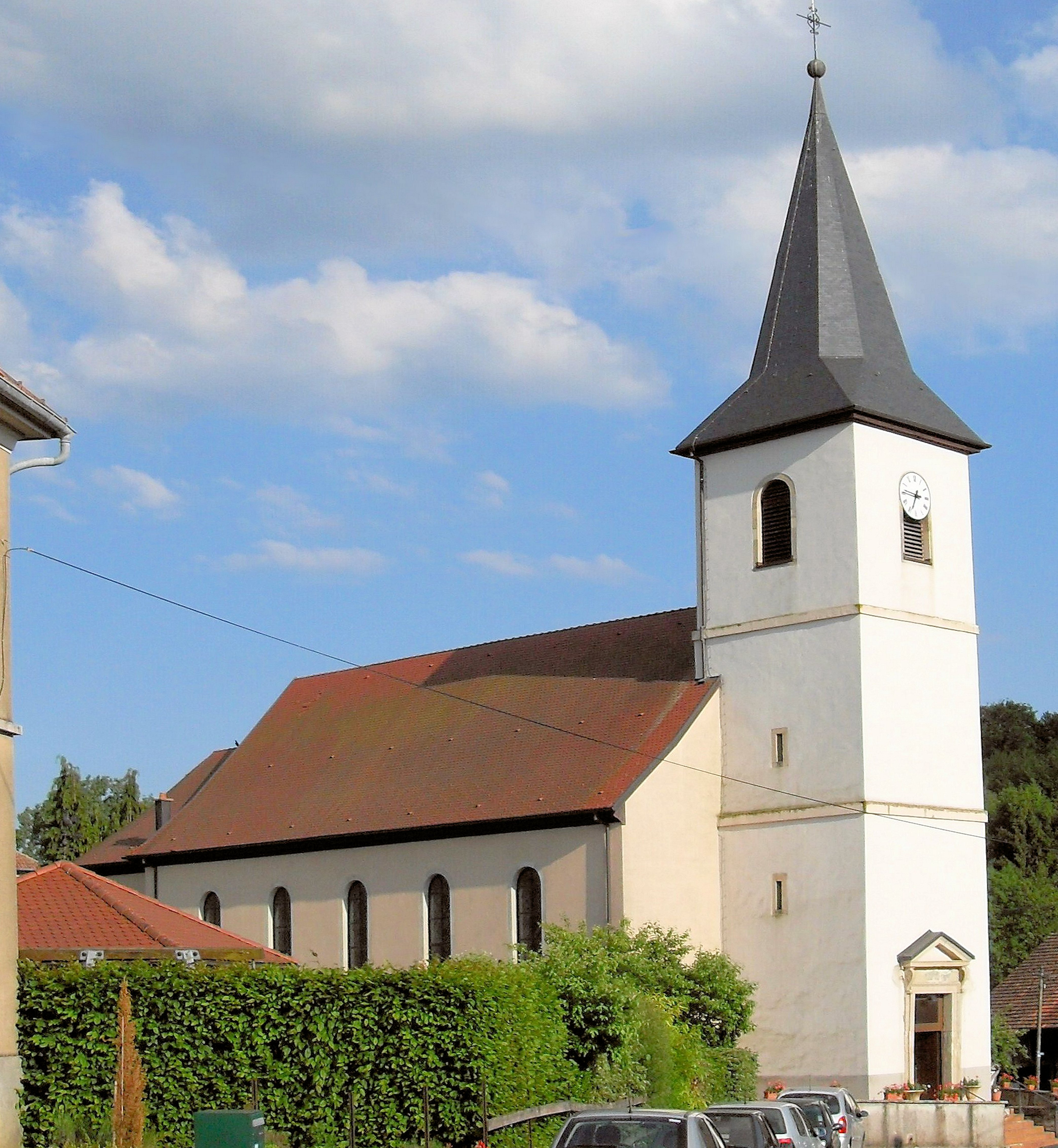
L'église Saint-Blaise dans son environnement.
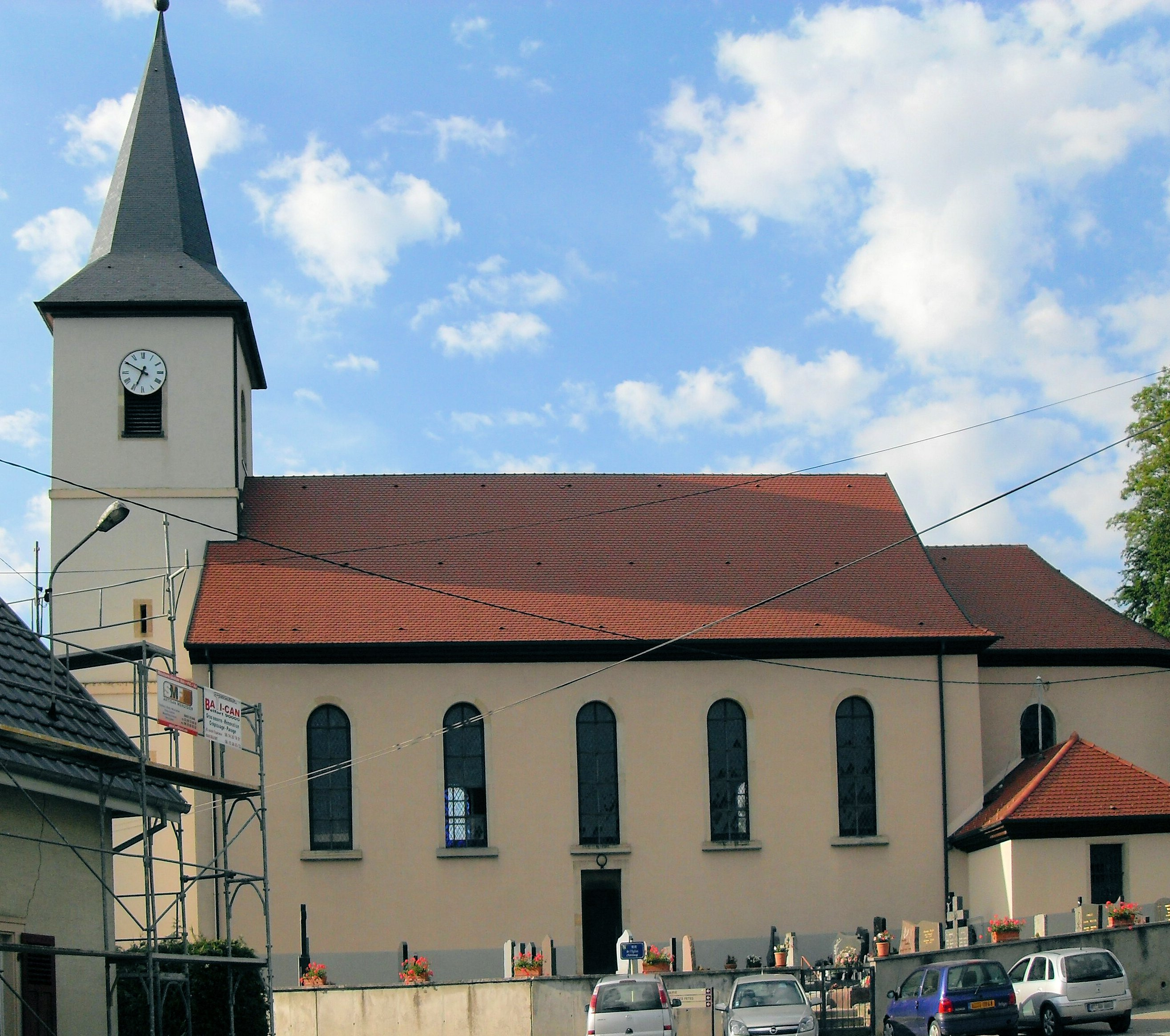
L'église Saint-Blaise.
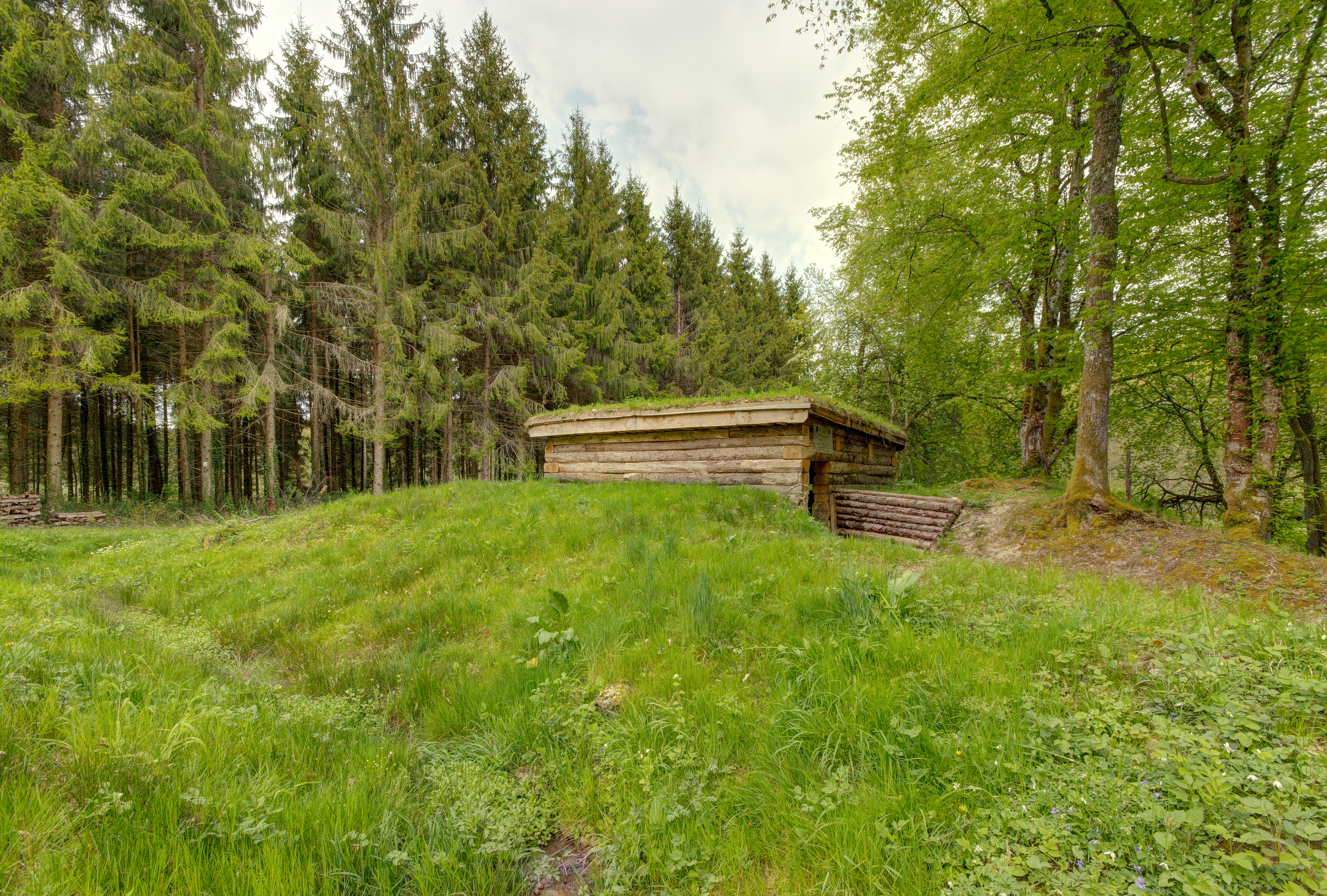
Le blockhaus du Largin, à Bonfol.

- L'église paroissiale Saint-Blaise[27] et un orgue de Rinkenbach Frères, 1864[28],[29],
  - Le presbytère[30].
- Le monument aux morts[31].
- Le moulin à blé dit moulin de Niederlarg[32].
- Le circuit du Kilomètre zéro[33] avec plusieurs blockhaus, abris, postes... allemands, situés sur la commune de Mooslargue, formant la première ligne de défense, dont certains restaurés, à voir en forêt[34].

## Personnalités liées à la commune
- Justin Dangel, né à Moos (Mooslargue) en 1907, mort en 1968, chef mécanicien des Forces navales françaises libres, Compagnon de la Libération[35].